# Johann Gaudenz von Salis-Seewis
 (mai 2019).
Améliorez-le ou discutez des points à vérifier. 
 (mai 2019).
- Si vous ne connaissez pas le sujet, laissez ce bandeau (vous pouvez alors contacter les auteurs).
- Si vous supprimez le contenu mis en cause (vous pouvez préalablement contacter les auteurs),

argumentez précisément cette suppression dans la page de discussion
(un manque de référence n'est pas un argument ; une recherche réelle de référence doit avoir été effectuée, être formellement documentée).
 (mai 2019).
Si vous disposez d'ouvrages ou d'articles de référence ou si vous connaissez des sites web de qualité traitant du thème abordé ici, merci de compléter l'article en donnant les références utiles à sa vérifiabilité et en les liant à la section « Notes et références ».
Johann Gaudenz von Salis-Seewis, né le 26 décembre 1762 à Malans et mort dans la même ville le 29 janvier 1834, est un homme d'État, un militaire et un poète suisse. Général puis membre du gouvernement de restauration, il est nommé écoutète. Il conserve ce poste de janvier 1833 à sa mort un an plus-tard.

## Carrière militaire
Johann Gaudenz von Salis-Seewis appartient à la Maison de Salis, famille noble suisse. Son père était le fédéraliste Johann Ulrich Freiherr von Salis-Seewis (1740-1815). Entre 1779 et 1789, il a servi comme officier dans l'armée suisse du roi Louis XVI à Paris, jusqu'à ce que la Révolution française le pousse à quitter la France. L'année suivante, il entreprend un voyage à travers les Pays-Bas et l'Allemagne (y compris Weimar), où il rencontre de nombreux poètes dont Johann Wolfgang von Goethe. 
En 1793, il retourne en Suisse et épouse Ursina Pestalozzi et s'installe dans sa ville natale à Malans. Fortement impliqué dans les changements politiques dans son pays, il est lieutenant-général dans l'armée de la République helvétique. Après la fin de la république et l'établissement d'un protectorat français, il quitte l'armée et se retire de nouveau à Malans. Après la chute de l'Empire, il devient général dans l'armée de la nouvelle confédération.

## Prise de pouvoir
Après le départ de Wattenwyl, il soutient Niklaus Friedrich von Mülinen comme potentiel successeur de Wattenwyl face à Emanuel Friedrich von Fischer. Ce dernier confie à von Salis le commandement des troupes du canton de Berne. 
Après la mort de von Mülinen en janvier 1833, von Fischer et Charles-Louis de Haller revendique le titre de schultheiss. Ayant le soutien de l'armée et du canton de Berne, von Salis s'impose comme le successeur de Mülinen et est finalement désigné schultheiss fédéral par la Diète.

## Politique réactionnaire
Autoritaire, c'est sous son mandat que la censure arrive à son apogée. Opposé aux libéraux, il dissout à plusieurs reprises la Diète fédérale pour empêcher ces derniers de siéger.
À la suite des modifications libérales des Constitutions cantonales, différentes propositions sont faites entre 1831 et 1835 pour modifier le pacte fédéral de 1815 dans la même direction, sans toutefois rencontrer de succès faute de majorité claire.

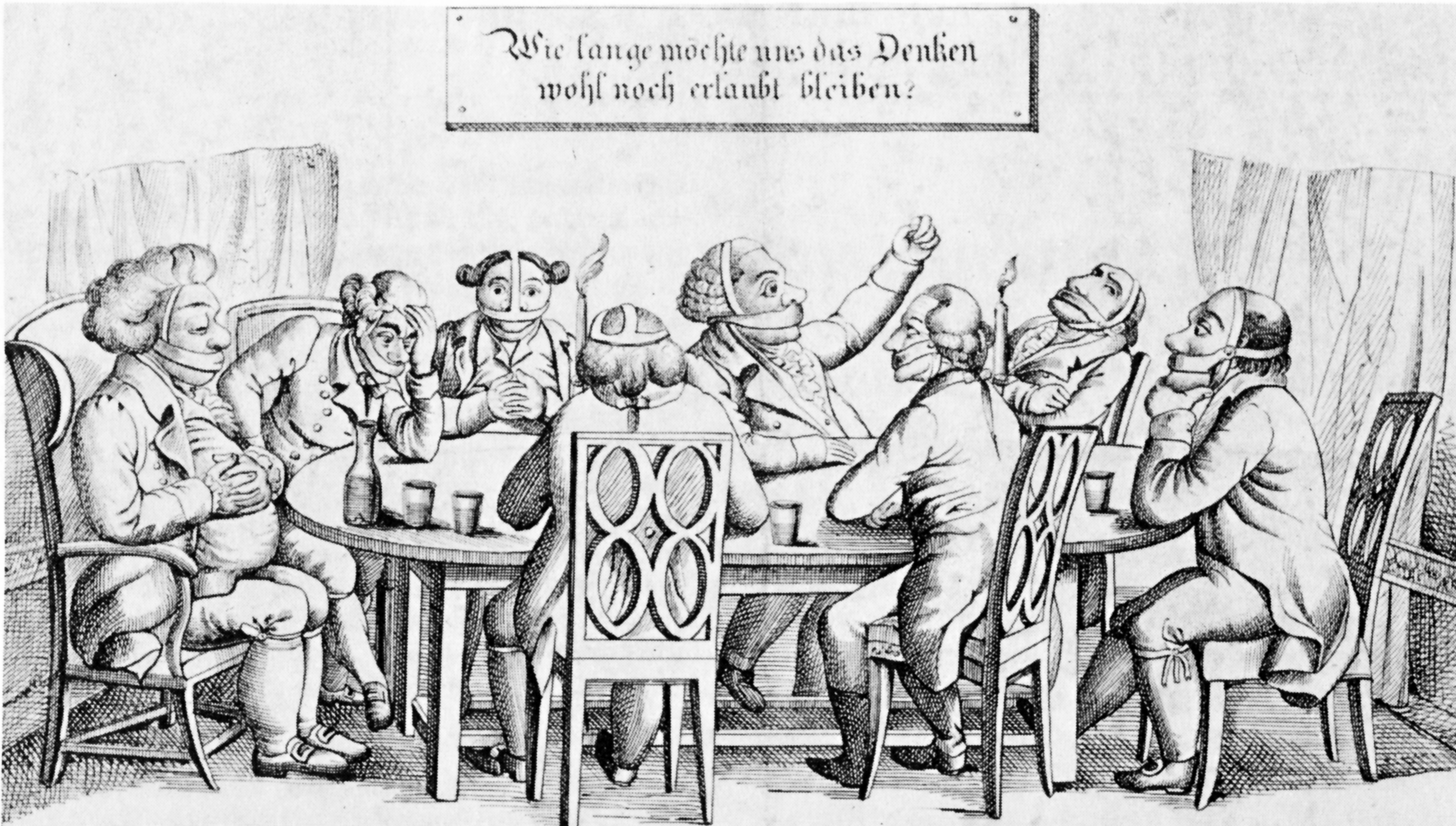
Caricature de la censure imposée par le pacte fédéral.

C'est tout d'abord une proposition de réformation venant du canton de Thurgovie qui est présentée à la Diète de 1831. Devant le succès rencontré par cette proposition, une prise de position formelle est organisée lors de la Diète de Lucerne de l'année suivante : 16 cantons et un demi-canton se prononcent en faveur de la révision. Une commission de 15 membres est alors nommée pour établir un projet d'Acte fédéral présenté le 26 décembre sous le nom de Projet de Lucerne ou « projet Rossi » du nom de Pellegrino Rossi, l'un des deux représentants genevois auprès de la Diète et auteur du rapport présentant les travaux de la commission. Ce projet, qui transforme la Diète en pouvoir législatif, prévoit en particulier la création d'un Conseil fédéral comme pouvoir exécutif et une Cour fédérale en autorité judiciaire.
Dès mars 1832, sept cantons régénérés, à savoir les trois cantons directeurs de Zurich, Berne et Lucerne accompagnés de Soleure, Saint-Gall, Argovie et Thurgovie, signent un concordat par lequel ils mettent sur place un système séparé d'arbitrage et se garantissent mutuellement leurs Constitutions cantonales par le recours à la médiation, à l'arbitrage, voire à la force si besoin est. Ce « concordat des sept », dont la dissolution était prévue dès la modification du Pacte de 1815, propose plusieurs modifications de celui-ci dans un sens plus libéral. En réaction, les six cantons restaurés de Bâle, Uri, Schwytz, Unterwald, Neuchâtel et du Valais se regroupent dans la « ligue de Sarnen » (en allemand Sarnerbund) en novembre de la même année. Entre ces deux blocs, les neuf cantons restants forment un bloc neutre dont l'alliance temporaire est nécessaire à chacun des deux groupes opposés, aucun d'entre eux ne possédant une majorité à la Diète. Fait notable pour l'époque, les regroupements ne sont marqués ni par des considérations religieuses (cantons protestants et catholiques se côtoient) ni linguistiques.
Le 12 août 1833, une Diète extraordinaire se réunit à Zurich pour discuter des propositions de modifications du pacte. Les cantons de la ligue de Sarnen refusent alors de siéger, déclarant s'en tenir au Pacte dans sa version actuelle et préférant tenir une diète séparée à Schwytz. Devant ce coup de force, la Diète dissout « l'alliance connue sous le nom de Conférence de Sarnen » en lui reprochant de violer l'article 6 du Pacte et qui somme les représentants des cantons concernés de reprendre leur place au sein de la Diète. Cette décision est rapidement acceptée par les cantons concernés.
Pendant cette diète, le projet Rossi est rejeté par les délégués : qualifié « d'œuvre des doctrinaires des cantons romands » par les suisses-allemands, il est jugé à la fois trop centralisateur pour les cantons conservateurs et trop timide pour les cantons radicaux. Le projet est toutefois amendé et corrigé pour devenir le « projet de Zurich » : moins de centralisation, des pouvoirs moins étendus pour la Diète et le Conseil fédéral, cette proposition est clairement tournée en faveur des cantons qui sont appelés à se prononcer pour le 1er août déjà sur le sort réservé au texte. Le dépouillement des avis, effectué le 28 août, révèle une situation des plus complexes : si trois cantons (Soleure, Thurgovie et Fribourg) acceptent le projet pour autant que douze cantons au total l'acceptent, cette condition est doublée d'une acceptation en votation populaire nationale à Zurich, Berne Schaffhouse et Saint-Gall. Le canton des Grisons n'accepte l'idée qu'à la condition qu'on tienne compte de certains désirs spécifiques. Le projet est accepté à Lucerne par le Grand Conseil, mais rejeté par le peuple, ce qui pousse les Grands Conseils de Glaris et Genève d'ajourner provisoirement la délibération sur le sujet. Les cantons d'Argovie, de Vaud, du Tessin, d'Appenzell, d'Unterwald refusent le projet, alors que les représentants des cantons de Zoug, Schwytz et Bâle-Ville, sans instructions claires de leurs gouvernements respectifs, se tiennent à l'écart des débats. Les députations d'Uri, Neuchâtel, du Valais et de Bâle-Ville, farouchement opposés à toute idée de changement, ne se présentent même pas aux réunions de la Diète sur le sujet. La proposition est finalement repoussée, non sans que quelques députés émettent l'idée de l'élection d'une assemblée constituante par le peuple.
En 1835, si treize cantons et demi signent une déclaration réaffirmant « la nécessité, l'opportunité et l'utilité de la révision du Pacte », mais ne parvient pas à réunir une majorité ni pour donner à la Diète le mandat de cette réformation, ni pour l'instauration d'une Constituante : la situation semble totalement bloquée. Ce ne sera finalement qu'en 1848 que la Diète prononcera sa propre dissolution par treize voix en acceptant le nouveau projet, dit « projet de Berne » du nom de la ville qui devait alors devenir la capitale permanente et définitive du pays.

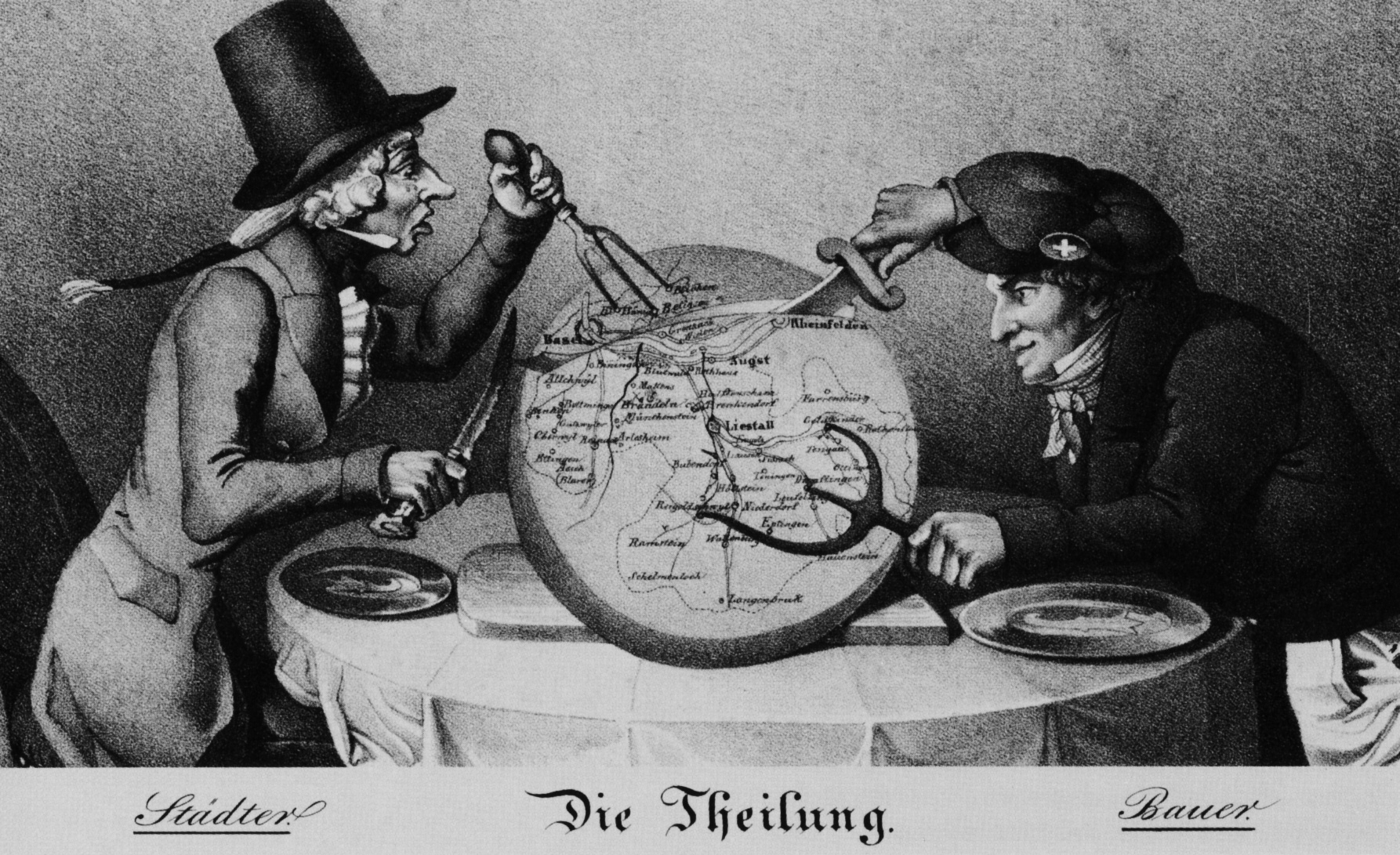
Caricature de 1833 représentant la séparation du canton de Bâle.

## Les scissions de cantons
À Bâle, comme dans d'autres régions du pays, la Restauration avait rétabli une importante inégalité entre la ville et la campagne, à la grande déception de la population rurale qui avait goûté à l'égalité sous le régime de la République helvétique quelques années auparavant. En 1830, l'avocat Stephan Gutzwiller prend la tête du mouvement de protestation et présente aux autorités une pétition réclamant une répartition des sièges au Grand Conseil selon la population, donnant ainsi de fait la majorité à la campagne, et une répartition plus équitable des impôts. Ces demandes ayant été rejetées, les paysans se révoltent en janvier 1831, forçant la troupe à rétablir l'ordre en occupant Liestal sans effusion de sang. À la suite de cette intervention, les manifestants votent en faveur de la nouvelle constitution cantonale garantie par la Diète ; elle est acceptée le 28 février 1831, bien que jugée insuffisante par la campagne.
Alors qu'un calme relatif est revenu, le procès de Gutzwiller et des meneurs des agitations de 1830 s'ouvre en août et aboutit à des peines sévères qui rallument la colère de la campagne et débouchent sur de nombreux affrontements violents. La Diète fédérale décide alors d'une intervention et sépare les deux parties en septembre : la ville de Bâle est occupée par les troupes fédérales et un médiateur est nommé, sans succès. Une votation populaire est organisée le 22 novembre 1831 sur la séparation : boycottée par le parti campagnard, la proposition est refusée par 3 621 voix contre 789. La majorité absolue des voix n'ayant pas été obtenue dans 46 communes campagnardes, le gouvernement décide d'y supprimer l'administration communale en février 1832, provoquant une nouvelle crise qui débouche sur la déclaration d'indépendance des 46 communes sous le nom de Bâle-Campagne, dont la constitution est approuvée par les électeurs le 4 mai.
Les affrontements continuent entre les deux entités, dont les limites géographiques sont complexes et mal définies, de nombreuses communes appartenant officiellement à l'un des deux bords comptant une forte minorité de l'autre. Des combats ont lieu à Gelterkinden le 6 avril et à Pratteln le 3 août : dans les deux cas, les troupes de la ville sont battues. La Diète fédérale va finalement statuer le 26 août 1833 en prononçant la séparation du canton de Bâle en deux, sans toutefois augmenter le nombre de cantons : les deux entités de Bâle-Ville et Bâle-Campagne deviennent ainsi des demi-cantons avec une demi-voix chacun.

## Mort
Gouvernant d'abord depuis Berne, von Salis s'installe par la suite à Malans, sa ville natale, à cause d'un état de santé fragile. Alors que la question de sa succession est posée, il meurt le 29 janvier 1834. C'est finalement Charles-Louis de Haller qui lui succède comme schultheiss.